# Beluru, Sagar
Beluru là một làng thuộc tehsil Sagar, huyện Shimoga, bang Karnataka, Ấn Độ.